# Плетенёва, Любовь Ивановна
Любовь Ивановна Плетенёва (14 августа 1934 — 23 марта 2005) — передовик советского сельского хозяйства, доярка совхоза «Косинский» Зуевского района Кировской области, Герой Социалистического Труда (1966).

## Биография
Родилась 14 августа 1934 года в селе Косино, ныне Зуевского района Кировской области в крестьянской русской семье.  
С детства помогала родителям на работах в колхозе. После окончания начальной школы стала работать на ферме с холмогорской породой коров. В 1957 году была отмечена орденом Ленина за высокие производственные показатели. В 1964 году была проведена реорганизация хозяйств, и Любовь Ивановна стала трудиться в совхозе «Косинский». 
По результатам работы в седьмой семилетке достигла рекордных надоев молока, вошла в число передовиков производства.   
Указом Президиума Верховного Совета СССР от 22 марта 1966 года за получение высоких результатов в сельском хозяйстве и рекордные показатели по надою молока Любови Ивановне Плетенёвой было присвоено звание Героя Социалистического Труда с вручением ордена Ленина и золотой медали «Серп и Молот». 
Позже продолжала трудиться в совхозе. По итогам работы в восьмой пятилетке была награждена орденом Октябрьской Революции.      
Проживала в родном посёлке Косино. Умерла 23 марта 2005 года.

## Награды
За трудовые успехи была удостоена:
- золотая звезда «Серп и Молот» (22.03.1966)
- Два ордена Ленина (24.04.1958, 22.03.1966)
- Орден Октябрьской Революции (08.04.1971)
- другие медали.